# Martin Rønne
Martin Richard Rønne (Vang, 14 de septiembre de 1861 – Horten, 15 de mayo de 1932) fue un marinero, velero, militar y explorador polar noruego. Participó en cuatro expediciones polares de Roald Amundsen: expedición al polo sur (1910-1912), expedición en el Maud por el Paso del Nordeste (1918-1920) y dos expediciones a Svalbard (1925 y 1926). También participó en la primera expedición de Richard E. Byrd a la Antártida (1928-1930).
Martin Rønne fue el padre del también explorador polar Finn Ronne, quien emigró a los Estados Unidos y dirigió expediciones científicas a la Antártida.

## Biografía
Rønne nació el 14 de septiembre de 1861 en Vang. A los 14 años, empezó a trabajar en el mar. Se alistó a la Real Armada de Noruega y fue transferido a la reserva. Se casó con Maren Gurine Gulliksen, y en 1899 nació su hijo Finn. Además de Finn, Martin tuvo otros seis hijos.
Rønne trabajó de velero en el astillero naval Karljohansvern de Horten. Conoció a Roald Amundsen, quien quería fabricar velas capaces de levantar a un hombre. Rønne, así, fabricó estas velas y, al ser de constitución pequeña, fue encargado de hacer los vuelos de prueba. En 1909, Amundsen contrató a Rønne como velero para su expedición polar. Rønne se encargaría de todo el equipo fabricado con lona: arneses para perros, prendas protectoras a prueba de viento (pantalones, arneses y guantes), fundas de trineo y tiendas de campaña. En el viaje de Rønne a la Antártida, tomó su máquina de coser y trabajó a bordo del Fram. Entre otras cosas, fabricó una carpa de seda para tres personas que Amundsen dejó en el polo solo para ser encontrada un mes después por Scott (1868–1912) y los suyos. Rønne no formó parte del grupo que marchó al polo, sino que se quedó en el barco.
A la vuelta de la expedición, Rønne se dedicó a coser velas. Sin embargo, seguiría trabajando con Amundsen en otras tres expediciones. Participó en la expedición del Maud por el Paso del Nordeste entre 1918 y 1920, cuando, después de dos inviernos, pidió volver a casa. En 1925, volvió a viajar con Amundsen, esta vez a Ny-Ålesund (Svalbard), para asistir en la preparación de dos hidrocanoas para intentar volar al polo norte. En 1926 volvió a Ny-Ålesund, donde ayudó a preparar un vuelo pionero sobre el polo norte con el dirigible Norge.
En Ny-Ålesund, conoció a Richard E. Byrd y participó en su primera expedición al polo sur entre 1928 y 1930. Rønne murió el 15 de mayo de 1932 en Horten durante los preparativos para el segundo viaje de Byrd, en el que participó su hijo Finn Ronne.

## Legado
Martin Rønne ha dado su nombre a una calle de Horten.